# María Marta Corrado
María Marta Corrado (Bahía Blanca, Provincia de Buenos Aires, 23 de enero de 1972) fue fiscal y Diputada Provincial de la Provincia de Buenos Aires, por el Frente Renovador del Intendente de Tigre, Sergio Massa.

## Biografía
Cursó los estudios de abogacía en la Facultad de Ciencias Políticas, Jurídicas y Económicas de la Universidad del Museo Social Argentino, recibiéndose en el año 1995. También estudió como Especialista en Derecho Penal y Criminología, con Título expedido por la Universidad Nacional de La Plata, en el año 2001 y Especialista en Medicina Legal, con Título Otorgado por la Escuela Superior de Educación Médica del Colegio de Médicos Distrito X, en forma conjunta con la Universidad Nacional de La Plata y la Universidad Nacional del Sur en los años 2004 y 2005.
Se desempeñó desde el 28 de febrero de 2011 como Agente Fiscal a cargo de la Unidad Funcional de Instrucción y Juicio Nro. 14hasta el año 2013. Dicha unidad está especializada en Delitos contra la Integridad Sexual y Delitos Conexos a la Trata de Personas del Departamento Judicial de Bahía Blanca. Dicha gestión que ha sido distinguida por la Municipalidad de Bahía Blanca el Honorable Concejo Deliberante de la referida ciudad y la Universidad Nacional del Sur, por su labor desarrollada en el ámbito de los Derechos Humanos en ocasión del Homenaje realizado por el Día Internacional de la Mujer, el 8 de marzo de 2013.
En 2013, se postula como candidata a Diputada Provincial de la Provincia de Buenos Aires, por el Frente Renovador del Intendente de Tigre, Sergio Massa. En 2015 fue autora de una de las iniciativas presentadas en la Cámara de Diputados para establecer la paridad de género en las listas de candidatos. Cómo diputada provincial presentó proyectos referidos a protocolos de abordaje de ASI, tratamiento de reclusos por delitos contra la integridad sexual, reformas al Tratado de Roma de Corte Penal Internacional, etc
Desde septiembre del 2014 está siendo investigada por la Justicia por una presunta herencia fraudulenta de su ex cuñado asesinado en 2005.
En 2019 María Marta Corrado, llegó a ser la primera precandidata a Senadora por la Sexta Sección en el espacio de Roberto Lavagna por el frente Consenso Federal.

## Labor como Diputada Provincial
Actualmente integra como vocal las comisiones de Asociaciones, Federaciones y Colegios Profesionales, Derechos Humanos, Asuntos Constitucionales y Justicia, y es presidente de la comisión de Niñez, Adolescencia, Familia y Mujer de la Cámara de Diputados de la Provincia de Buenos Aires. 

## Principales proyectos de ley de su autoría
- Programa de Tutores Familiares y Sociales.[5]
- Sistema Provincial de Lectura Automática de Patentes Vehiculares.